# Musotima acrias
Musotima acrias là một loài bướm đêm trong họ Crambidae.